# 토마스 J. 허드너 주니어
토마스 J. 허드너 주니어(독일어: Thomas J. Hudner Jr., 1924년 8월 31일 ~ 2017년 11월 13일)는 미국의 군인이다. 장진호 전투에서 활약하였다.

## 상훈
- 명예 훈장
- 태극무공훈장 (2015)

## 같이 보기
- 제시 L. 브라운
- 디보션 (2022년 영화)